# Coffy
Coffy è un film del 1973 diretto da Jack Hill.
Insieme a Cleopatra Jones: licenza di uccidere, diretto sempre nel 1973 da Jack Starrett e interpretato da Tamara Dobson, diede il via a un filone interno alla blaxploitation, con protagoniste donne afroamericane forti e coraggiose, che però conservano intatta la loro prorompente femminilità. La pellicola lanciò definitivamente nel novero delle star del genere Pam Grier.
Il film doveva avere un sequel intitolato Burn, Coffy, Burn!, sempre diretto da Hill, ma l'American International Pictures ebbe un ripensamento poiché altri sequel non avevano ottenuto molto successo. Nel 1974 Hill diresse comunque Foxy Brown, sempre con Pam Grier come protagonista, considerato il sequel non ufficiale di Coffy.

## Trama
Un uomo di colore entra in un nightclub e offre una ragazza molto speciale a un boss afroamericano. Questi rifiuta l'offerta, poiché è ben fornito di ragazze di ogni colore. L'uomo però insiste, insistendo nel fatto che la ragazza sia veramente speciale e che lo aspetta in macchina. Il boss si convince e si reca nell'auto: qui vi trova Coffy, una bella ragazza afroamericana che gli chiede una dose di eroina. Il boss, eccitato, la porta nel suo appartamento. Una volta a letto, Coffy gli punta contro un fucile e gli fa esplodere la testa, quindi uccide un altro uomo che si trova nell'appartamento e scappa. Coffy è in realtà un'infermiera, e ha ucciso i due uomini per vendicare la sorella, tossicodipendente a causa di alcuni spacciatori.
Il suo fidanzato, un poliziotto onesto e incorruttibile, viene selvaggiamente pestato da alcuni spacciatori, entrando in coma. Coffy si finge una prostituta giamaicana ed entra nel giro con il nome d'arte Mystic: conosce così King George, un pappone afroamericano che veste abiti sgargianti. Le altre ragazze però non gradiscono la nuova arrivata, e si scatena una rissa. Coffy viene catturata da un mafioso, che incarica i suoi scagnozzi di eliminarla. La donna riesce a liberarsi poco prima dell'esecuzione, attuando poi la sua vendetta.

## Produzione
Coffy nacque sulla scia del grande successo ottenuto da Cleopatra Jones, prodotto dalla Warner Bros., ma che in origine doveva essere prodotto dalla American International Pictures. Larry Gordon, all'epoca a capo dell'A.I.P., decise quindi di preparare subito un altro film, affidando la regia a Jack Hill, che aveva già diretto Pam Grier in due film di genere Women in prison, Sesso in gabbia e The Big Bird Cage. Alla fine, il duello al botteghino tra i due film finì alla pari.

## Colonna sonora
La colonna sonora del film, opera del musicista afroamericano Roy Ayers, è composta dai seguenti brani:
1. Coffy Is The Color
2. Priscilla's Theme
3. King George
4. Aragon
5. Coffy Sauna
6. King's Last Ride
7. Coffy Baby
8. Brawling Broads
9. Escape
10. Shining Symbol
11. Exotic Dance
12. Making Love
13. Vittroni's Theme/King Is Dead
14. End Of Sugarman

## Collegamenti ad altre pellicole
- Quentin Tarantino, grande ammiratore del film Coffy e della blaxploitation, ha voluto la star del film, Pam Grier, come protagonista del suo Jackie Brown (1997). Quest'ultima pellicola è un omaggio alla blaxploitation in generale, ben rappresentata dall'attrice Pam Grier. Inoltre in Jackie Brown sono presenti due brani musicali che compongono la colonna sonora di Coffy.
- In Kill Bill: Volume 1, diretto da Tarantino nel 2003, la scena in cui la Sposa e Vernita Green lottano ricorda un'analoga scena presente in Coffy, quando Pam Grier scatena una rissa nella villa di King George. Vernita Green urla alla Sposa: «Come on, bitch!», proprio come Coffy.
- Nello script originale di The Hateful Eight, diretto sempre da Tarantino, la parola "Coffee" è sostituita con "Coffy".

## Slogan promozionali
- «No one sleeps when they mess with Coffy!»
«Nessuno dorme quando importunano Coffy!»;
- «They call her Coffy and she'll cream you»
«La chiamano Coffy e lei li scremerà!»;
- «She's the "GODMOTHER" of them all»
«Lei è la PADRINA di tutti loro»;
- «The Baddest One-Chick Hit-Squad that ever hit town!»
La gallinella più tosta che abbia mai colpito la città!»;
- «She had a body men would die for - and a lot of them did!»
«Molti uomini morirebbero per il suo corpo - e molti lo fanno!».